# Tamyra Mensah-Stock
Pour les articles homonymes, voir Mensah et Stock.
Tamyra Marianna Mensah-Stock est une lutteuse libre américaine née le 11 octobre 1992 à Chicago.
En 2021, elle est sacrée championne olympique en moins de 68 kg à Tokyo en 2021.

## Palmarès

### Jeux olympiques
- Médaille d'or en lutte libre dans la catégorie des moins de 68 kg en 2021 à Tokyo[1].